# Атана
Атана (кирг. Атана) — село в Аксыйском районе Джалал-Абадской области Кыргызстана. Административный центр Мавляновского айылного аймака.

## География
Село расположено в южной части области, вблизи государственной границы с Узбекистаном, на расстоянии приблизительно 13 километров (по прямой) к юго-востоку от города Кербен, административного центра района. Абсолютная высота — 953 метра над уровнем моря.

## Население
Согласно оценочным данным Национального статистического комитета Кыргызской Республики, численность населения села на начало 2023 года составляла 3313 человек.
| год     | 2009 | 2014 | 2015 | 2020 | 2021 | 2023 |
| ------- | ---- | ---- | ---- | ---- | ---- | ---- |
| человек | 2732 | 3049 | 2606 | 3310 | 3335 | 3313 |